# Tibellus elongatus
Tibellus elongatus es una especie de araña cangrejo del género Tibellus, familia Philodromidae. Fue descrita científicamente por Tikader en 1960.

## Distribución
Esta especie se encuentra en India.